# Comedia erótica
La comedia erótica (también, comedia sexual) es un género en el que la comedia está motivada por situaciones sexuales y amorosas. Aunque la "comedia sexual" es sobre todo una descripción de formas dramáticas como el teatro y el cine, las obras literarias como las de Ovidio y Geoffrey Chaucer pueden considerarse comedias eróticas.
La comedia erótica fue popular en el teatro inglés de restauración del siglo XVII. De 1953 a 1965, se produjeron en Hollywood comedias eróticas protagonizadas por Doris Day, Jack Lemmon y Marilyn Monroe. El Reino Unido lanzó una oleada de comedias eróticas en los años setenta, concretamente la serie Carry On. Hollywood lanzó Colegio de animales en 1978, que fue seguida por una larga serie de comedias eróticas para adolescentes a principios de la década de 1980; por ejemplo, Picardías estudiantiles, Porky's, Despedida de soltero y Negocios arriesgados. Otros países con una importante producción de comedias eróticas son Argentina (comedia picaresca), Brasil (Pornochanchada), Italia (Commedia all'italiana) y México (el cine de ficheras).[cita requerida]

## Antigüedad
Aunque el género satírico del teatro de la Antigua Grecia contenía sexo de mentira, quizás la comedia antigua más conocida motivada por el juego sexual es la Lisístrata, de Aristófanes (411 a. C.), en la que el personaje de la obra persuade a las mujeres de Grecia para que se nieguen a tener relaciones sexuales como una forma de protesta contra la guerra del Peloponeso. La trama "chico conoce chica", característica de la comedia erótica occidental, se remonta a Menandro (343-291 a. C.), pero se diferencia de Aristófanes porque se centra en el cortejo y los conflictos matrimoniales de las clases medias, más que en la sátira social y política.
Su sucesor, Plauto, el dramaturgo romano cuyas comedias inspiraron el musical A Funny Thing Happened on the Way to the Forum, con frecuencia basa sus tramas en situaciones sexuales. La popularidad de las comedias de Plauto fue una influencia importante en la creación de la comedia de situación sexual.

## Comedia erótica de la Restauración

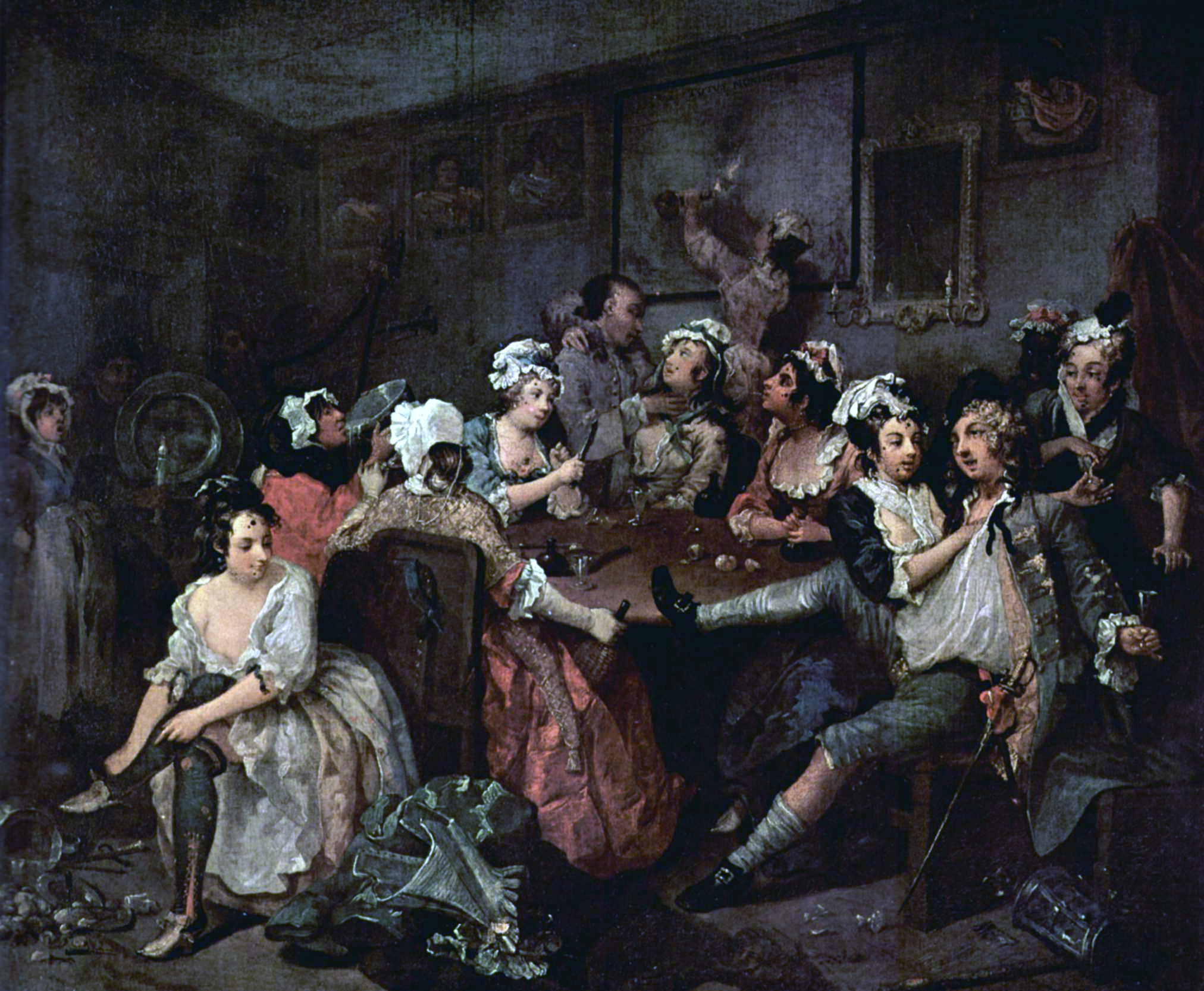
Las comedias eróticas de la Restauración precedieron a la colección de pinturas libertinas A Rake's Progress, de William Hogarth (tercer cuadro, 1732-1735).

Durante la década de 1672-1682, la comedia erótica, como The Country Wife (1675) floreció como parte del renacimiento del teatro en Inglaterra como resultado de la Restauración. Los precursores de la tendencia fueron An Evening's Love, de John Dryden (1668), y The Amorous Widow, de Thomas Betterton (hacia 1670). El contenido sexual fue favorecido por la presencia de artistas femeninas, en contraste con las actuaciones de la etapa isabelina. El personaje principal era a menudo un libertino, en posiciones heroicas. El adulterio fue un tema importante, en donde la pareja a veces era encontrada en flagrante delito, representado por una "desordenada" didascalia. Las obras se caracterizan a menudo por bromas con contenido sexual, actitud masculina presumida, y una protagonista con apariencia inocente y seductora a la vez. Este ambiente teatral produjo la primera mujer occidental dramaturga, Aphra Behn (The Rover).

## Comedia erótica moderna

### Comedia erótica estadounidense
La historiadora de cine Tamar Jeffers McDonald destaca el período 1953-1965 como una época en la que la comedia erótica llegó a ser la principal forma de comedia romántica en Hollywood. Afirma que 1953 fue un año clave ya que los productores de la película The Moon Is Blue desafiaron las reglas del Código de Producción Cinematográfica contraviniendo el uso de la palabra "virgen", Hugh Hefner presentó la revista Playboy, y el sexólogo Alfred Kinsey llamó la atención sobre la forma en que las mujeres tenían relaciones sexuales antes del matrimonio. En las películas, los playboys interpretados por Rock Hudson o Tony Curtis trataban de seducir a las mujeres casadas, interpretadas por Doris Day o Marilyn Monroe, y el tema central parecía ser "¿ella lo hará o no?", pero al final, el hombre se enamoraba de la chica y a veces aceptaba casarse con ella. Comedias eróticas notables en este período serían Some Like It Hot, The Apartment, Pillow Talk, Irma la dulce, The Seven Year Itch, Los caballeros las prefieren rubias y Lover Come Back. Según McDonald, para 1965, la revolución sexual estaba en marcha, así que "¿lo hará o no lo hará?" no podía seguir siendo la dinámica central, y los cineastas se dedicaron a diferentes temas.
En 1978, el éxito de National Lampoon's Animal House generó una serie de comedias eróticas a finales de la década de 1970 y principios o mediados de la década de 1980. Animal House presentaba muchas escenas que se convertirían en icónicas y a menudo parodiadas, como la escena en la que John "Bluto" Blutarsky (John Belushi) actúa como un "mirón" para espiar una pelea de almohadas semidesnuda en una hermandad femenina. En 1981, la película Porky's consolidó el gran atractivo de la comedia erótica. Aunque se convertiría en la quinta película más taquillera del año, resultó ser impopular entre los críticos, y muchos la acusaron de degradar a las mujeres y de convertirlas en objetos. La película tendría tres secuelas y es reconocida por muchos como el comienzo del subgénero "adolescente" de la comedia erótica. Otras comedias eróticas durante este período fueron las dos primeras secuelas de Meatballs, Screwballs, Revenge of the Nerds, Spring Break, Despedida de soltero, y Hardbodies.
Aunque, por lo general, no es considerada una "comedia erótica", el éxito de taquillas de 1998 There's Something About Mary tiene muchos momentos que se han incorporado al léxico de la cultura popular, en particular la infame escena en la que Ted Stroehmann (Ben Stiller), tras una enérgica masturbación, descubre que su semen cuelga de su oreja. Mary (Cameron Diaz), confundiéndolo con gel para el cabello, lo agarra con indiferencia y se lo pasa por el cabello.
Un año más tarde, la película American Pie fue reconocida por revivir el subgénero de la "comedia erótica adolescente". En la película, un grupo de estudiantes de secundaria hacen un pacto para perder la virginidad antes de graduarse. La escena más famosa de la película (que también da su nombre) involucra a uno de los estudiantes de secundaria, Jim (Jason Biggs), teniendo relaciones sexuales con una tarta de manzana después de que un amigo le dijera que es similar a "llegar a la tercera base". La película generó numerosas secuelas y películas derivadas, todas ellas con diversos grados de éxito financiero y de críticas, y dio inicio a una segunda ola de comedias eróticas estadounidenses a finales de la década de 1990 y principios de la del 2000.
Una tercera ola de comedias eróticas estadounidenses surgió a mediados o finales de los años 2000 y principios de 2010 con una serie de exitosas comedias de Judd Apatow. El debut como director en 2005 de Judd Apatow, Virgen a los 40, fue reconocido por muchos como la prueba de que la comedia erótica para adultos era capaz no sólo de proporcionar risas con un humor picante, sino también de proporcionar a sus personajes profundidad y simpatía. La película muestra a Andy Stitzer (Steve Carell) luchando contra las presiones de llegar a los 40 años sin haber "hecho el acto". Aunque la película tenía el prerrequisito del humor sexual, la película fue elogiada por el trato tierno con sus personajes y su mensaje. Gran parte del humor de la película proviene de los intentos de los compañeros de trabajo de Andy para ayudarle a perder su virginidad, pero a lo largo de la película queda claro que saben tan poco (o posiblemente menos) que Andy sobre el sexo, las relaciones y lo que puede hacer feliz a una persona.[cita requerida].

### Comedia erótica británica
Según David McGillivray en su historia de la película erótica británica, Doing Rude Things, Mary Had a Little... (1961) fue la primera comedia erótica británica. La película The Naked World of Harrison Marks (1965) fue un puente entre el documental nudista y posteriores comedias eróticas.
La precursora de las comedias eróticas británicas del sexo fue el último papel como protagonista de Norman Wisdom, What's Good for the Goose (1969), de Tony Tenser. Se especializó en la producción de películas de explotación y fundó su propia productora Tigon British Film Productions en 1966. En la película, deja a su esposa e hijos para irse de viaje de negocios y tiene un romance con una joven, interpretado por Sally Geeson. Al parecer hay dos versiones de la película: la versión cortada de 98 minutos se publicó en el Reino Unido, mientras que la versión sin censura (105 minutos) que muestra la desnudez de Sally Geeson, se publicó en Europa continental.[cita requerida]

#### Carry Ons se vuelve erótica
Las películas británicas de comedia erótica se hicieron populares con el lanzamiento en 1976 de Carry On England, protagonizada por Judy Geeson, Patrick Mower, y Diane Langton.
En Carry On Emmannuelle, la bella Emmannuelle Prevert no puede hacer que su marido se acueste con ella. Una parodia de Emmanuelle, la película gira en torno a la protagonista del mismo nombre (Suzanne Danielle) y sus infructuosos intentos de hacer el amor con su marido, Emile (Kenneth Williams), un embajador francés. Emile le da permiso a Emmannuelle para que se acueste con quien quiera, y su promiscuidad la convierte en una celebridad y una invitada frecuente a programas de entrevistas. Mientras tanto, Theodore Valentine está enamorado de ella y quiere que se casen. Pero Emmannuelle está obsesionada con despertar el deseo sexual de su marido a cualquier precio. Esta fue la última de las películas originales de Carry On.

### Cine español del destape
Se denomina cine de destape, término acuñado por el periodista Àngel Casas, o en ocasiones cine de despelote al género cinematográfico aparecido progresivamente en España desde la supresión oficial de la censura franquista consiguiente a la muerte del dictador en noviembre de 1975, representado en su mayoría por un verdadero aluvión de películas (solo en 1976, casi el cincuenta por ciento de las cintas producidas pertenecen a este género) de alto contenido erótico –de escasa calidad y mínimo coste–, en las que (a menudo de manera gratuita) se mostraron sin tapujos constantes desnudos mayoritariamente femeninos, algunas de las cuales llegaron a convertirse en su momento en éxitos comerciales sin precedentes, e interpretadas casi exclusivamente en sus papeles masculinos por el tándem formado por Andrés Pajares y Fernando Esteso, Antonio Ozores y, en menor medida, por José Sacristán y José Luis López Vázquez.
Destacan entre ellas El amor del capitán Brando (Jaime de Armiñán, estrenada en noviembre de 1974), vista por algo más de dos millones de espectadores atraídos por los pocos fotogramas en los que Aurora (Ana Belén) muestra los pechos ante un espejo, La trastienda (Jorge Grau, febrero de 1976), protagonizada por María José Cantudo (Juana Ríos), considerada como la primera película española en que aparece un desnudo frontal íntegro, la mucho más explícita secuencia en la que una desinhibida Cecilia (Sara Mora) (Los energéticos, 1979) se ducha con absoluta naturalidad ante la mirada sorprendida de Agapito (Andrés Pajares)…, las escenas eróticas de El caminante (clasificada «S») (Paul Naschy, 1979), para las que el cineasta contó con la colaboración de actrices ya consagradas en el género como Blanca Estrada, Adriana Vega, Eva León o Taida Urruzola, o las adaptaciones cinematográficas de clásicos medievales como las dos partes de El libro de buen amor (1975), considerada por el crítico cinematográfico del diario Ya Pascual Cebollada como «una amplia muestra de desnudeces masculinas y femeninas, por delante y por detrás, y una constante tensión o demostración de erotismo ilustrado con obscenidades», o La lozana andaluza (1976), tenidas por el cineasta César Fernández Ardavín como «la estrategia "literaria" para eludir a la censura».
En cuanto a las llamadas «musas del destape», cabe reseñar junto a las ya citadas María José Cantudo y Blanca Estrada a María Luisa San José, Susana Estrada, Victoria Vera, Nadiuska, Bárbara Rey, Silvia Tortosa, Eva Lyberten, Victoria Abril, Mabel Escaño, Ágata Lys, Carmen Carrión, Andrea Albani, Linda Lay, entre otras. 